# Certonotus mogimbensis
Certonotus mogimbensis là một loài tò vò trong họ Ichneumonidae.